# Железнодорожная ветка Нял — Заозёрск

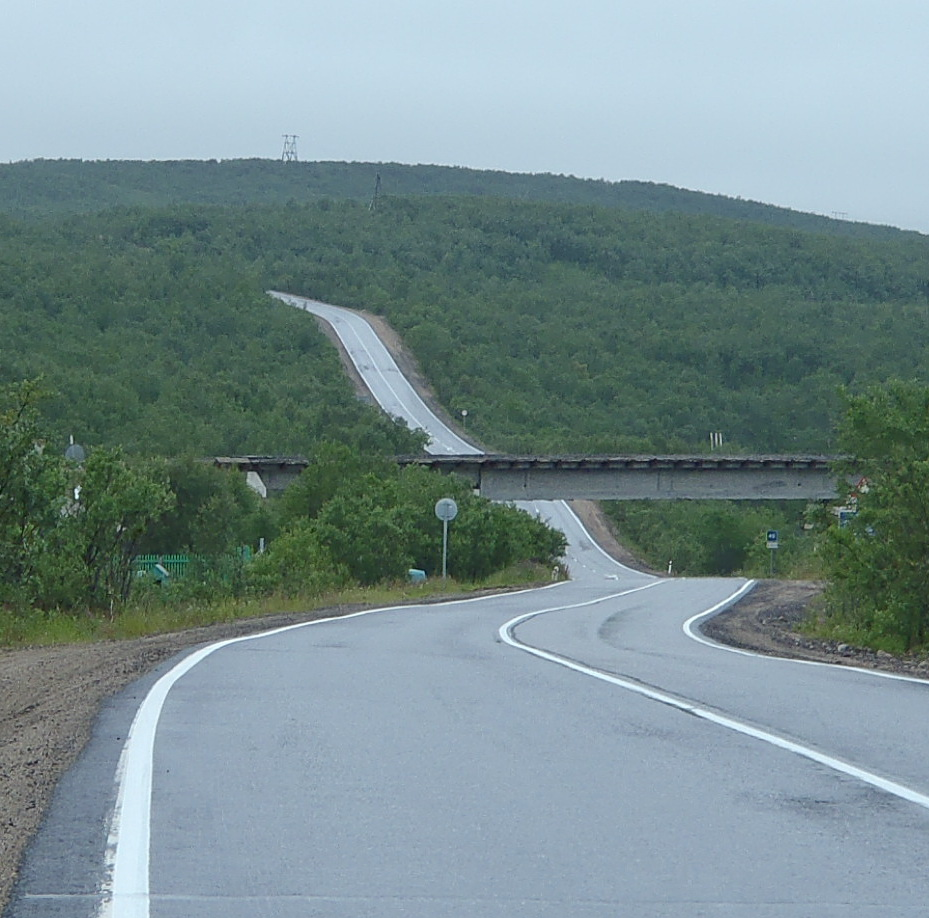
Сохранившийся железнодорожный мост над шоссе

Железнодорожная ветка Нял — Заозёрск — ответвление от железнодорожной линии Мурманск — Кола — Никель-Мурманский Мурманского отделения Октябрьской железной дороги. Проходила по территории Кольского района и ЗАТО Заозёрск в Мурманской области.
Строительство началось в первой половине 1980-х годов и, по некоторым сведениям, так и не было закончено . Линия начиналась от узловой станции Нял (сельское поселение Тулома Кольского района) и шла почти параллельно реке Западная Лица до города Заозёрск (Заозёрный, Североморск-7, Мурманск-150, Западная Лица), где располагается пункт базирования «Западная Лица» Северного флота ВМФ РФ (тогда — ВМФ СССР).
Линия разобрана не позднее 2003 года . Сохранились насыпь, шпалы, семафоры, мосты, на некоторых участках даже рельсы. В частности, сохранился железнодорожный мост над шоссе М18 Мурманск — Печенга (у 70-го километра шоссе, недалеко от Долины Славы).